# Museo de Valls

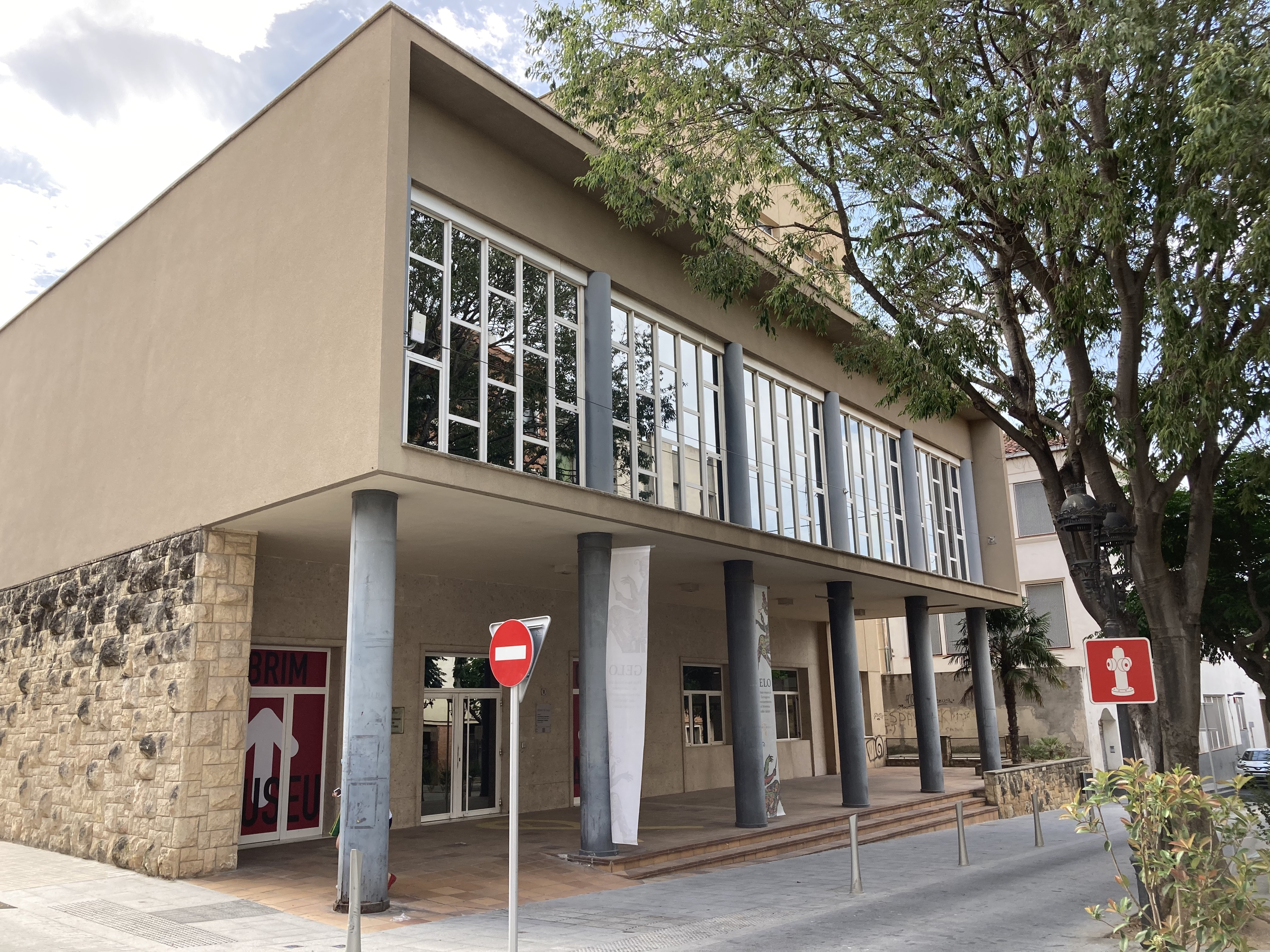
Fachada del Museo de Valls

Museo de Valls es una institución museográfica de la ciudad española de Valls (Tarragona).

## El edificio
La pinacoteca del Museo de Valls ocupa la segunda y la tercera planta de la Casa de Cultura de la ciudad. Es un edificio proyectado por el arquitecto Salvador Ripoll, construido en los años sesenta, con planta baja y tres pisos, y reformado el 1989 por el arquitecto Joan Canal. Destaca en la fachada el pórtico sostenido por columnas cilíndricas que acaban en el primer piso y el espacio entre columnas de este (cubierto de grandes vidrieras). Los pisos segundo y tercero forman un segundo cuerpo con pequeñas oberturas rectangulares. El edificio también es sede del Archivo Comarcal. 

## Historia
Los primeros intentos de crear un museo en Valls surgen de la propuesta hecha en 1908 por el teórico del arte Cesar Martinell. En 1928 el Ayuntamiento encargó a los alumnos de la Escuela del Trabajo la tarea de recopilación de sus obras artísticas para formar un museo municipal que el 1954 se inauguraba en el patio del castillo de Valls. Con el incremento progresivo del fondo, básicamente derivado de legados y donaciones se evidenció la necesidad de ampliar el Museo. En los años 1978 y 1981 se formaron comisiones para la creación de un Museo Casteller y un Museo Monográfico Ibero y del Valls histórico, respectivamente. Finalmente, el 1985 los tres museos quedan agrupados bajo el nombre de Museo de Valls. La pinacoteca abrió en el edificio de la Casa de Cultura el 1993 y las otras dos secciones restan pendientes de ser expuestas.

## Colección
La pinacoteca del Museo de Valls se integra por una colección notable de arte catalán que comprende desde finales del siglo XIX hasta la primera mitad de los años sesenta del siglo XX, con un total de un millar de obras entre pinturas, esculturas y dibujos. Figuran obras de los artistas más destacados de este periodo, con una presencia de artistas locales. El contenido está estructurado cronológicamente en diez partes que corresponden a los principales corrientes artísticos.
Las colecciones se inician con las obras del realismo tradicional del siglo XIX y sus representantes principales en las comarcas de Tarragona: Francesc Galofré, Josep Marqués, Bonaventura Casas y Francesc Guasch. La Escuela paisajística de Olot, el modernismo y el paisajismo de influencia impresionista están presentes en las obras de Isidre Nonell, Eliseu Meifrén, Dionís Baixeras, Enric Galwey y Joan Llimona. De la primera vanguardia del siglo XX el museo tiene una colección importante de esculturas y de dibujos de Manolo Hugué. Las pinturas de Joaquim Sunyer y las esculturas de Enric Casanovas son las más paradigmáticas del movimiento noucentista, así como las obras de sus continuadores Pere Pruna y Manuel Humbert.
El arte plenamente inscrito en el siglo XX empieza con los artistas de la llamada Generación del 17 y reúne representantes de los Evolucionistas como Emili Bosch y Roger, Joan Serra, Alfred Sisquella y Josep Mompou, este último con un conjunto de cuadros muy representativos de su madurez y de los últimos años de producción. Las obras de Rafael Benet, Josep de Togores, Francesc Domingo y algunos otros más completan el panorama de las tendencias y las personalidades individuales de la época. El apartado de los artistas de adscripción figurativa y interrumpido por la Guerra Civil Española está representado por la obra de Joan Ponç, Josep M. de Sucre, Santi Surós, Josep Hortuna, Joan Brotat, Ramon Rogent, Albert Ràfols Casamada, Jordi Curós y Jordi Mercadé. 
Los últimos apartados están dedicados a la producción de los artistas de Valls más significativos del siglo XX. Merecen especial atención la obra de Jaume Mercadé, del que el museo tiene una colección de obras notables, y el apartado dedicado a los artistas de después de la guerra. La secuencia, que se inicia con los paisajes de la llamada Escuela de Valls liderada por Eduard Castells y las esculturas de Josep Busquets se cierra con las obras del grupo Un Nus, formado en el año 1971 por Teresa Sanromà, Joan Cunillera, Jaume Solé, Pere Queralt y Joan Serafini.
El Museo tiene también una pequeña colección de fotografía de obras de Francesc Català-Roca, Pere Català Pic, Pere Català Roca, Joaquim Gomis, Colita, Xavier Miserachs, Ramon Masats y Oriol Maspons, entre otros. El último fondo que ha ingresado en el Museo es una colección de 100 grabados de Daniel Giralt-Miracle, donde se representa más de 80 artistas catalanes, españoles y extranjeros.